# Bibliothek der Antike

Signet des Verlages bis ca. 1994

Die Bibliothek der Antike war eine Buchreihe, die in den Jahren 1963 bis 1995 im Aufbau-Verlag Berlin und Weimar erschien und in zwei Reihen griechische bzw. römische Klassiker in meistens neuen deutschen Übersetzungen präsentierte. Nur bei den ältesten Ausgaben wurde auf Übersetzungen aus dem 19. Jahrhundert zurückgegriffen.

## Konzept
Wie bei der im selben Verlag erschienenen Bibliothek deutscher Klassiker handelte es sich um Leseausgaben für eine breite Leserschaft ohne philologische Vorbildung. Eine ausführliche Einleitung ging neben Leben und Werk auch auf die historische Leistung des Autors und das Nachleben des Werkes ein. Im Anhang zum (nur deutschen) Text folgten erklärende Anmerkungen und ein alphabetisches „Verzeichnis antiker Namen und Begriffe“. So konnte der Text auch ohne Besuch eines bürgerlichen Gymnasiums mit Verständnis gelesen werden.
Auf dem Frontispiz wurden als Mitglieder des „Wissenschaftlichen Beirats“ folgende Klassische Philologen und Althistoriker genannt:
- Rigobert Günther
- Walter Hofmann
- Liselot Huchthausen
- Werner Krenkel
- Friedmar Kühnert
- Reimar Müller
- Jürgen Werner

## Erscheinungsbild
Die einzelnen Bände waren 18,5 cm hoch und 11,5 cm breit, lagen also zwischen Kleinoktav und Oktav. Die Umschläge waren einheitlich gestaltet, und zwar von Horst Erich Wolter. Ein farbiger Rahmen (für die Griechen orange oder karminrot, für die Römer hellblau) umgab den weißen Grund, auf dem außer dem Verfassernamen und Buchtitel noch eine reihenspezifische Vignette (athenische Eule bzw. römische Wölfin) ihren Platz fand.
Die nach der Wende erschienenen Bände, wie z. B. Hesiod: Werke in einem Band, waren im Aussehen invertiert: Nun war der Rahmen sowie Verfassername und „Werke“ weiß und der Kern farbig gefüllt (Magenta im Falle des Hesiod).
Mindestens ab den 1980er-Jahren erfolgte der Lichtsatz im „INTERDRUCK Graphischer Großbetrieb“, Druck und Binden in der LVZ-Druckerei „Hermann Duncker“ Leipzig.

## Ausgabe
Die hier angeführten Bände wurden vom Verlag 1987 als bereits erschienen bzw. „angekündigt“ aufgelistet.
Am 1. Januar 1964 übernahm der Aufbau-Verlag Bestände und Produktion des Thüringer Volksverlags und damit auch die Bände Plautus und Aristophanes in die Bibliothek der Antike. Die Ausgaben dieser beiden Autoren von 1963 erschienen noch mit der alten Verlagsbezeichnung Volksverlag Weimar.

### Griechische Reihe
- Aischylos: Werke in einem Band:

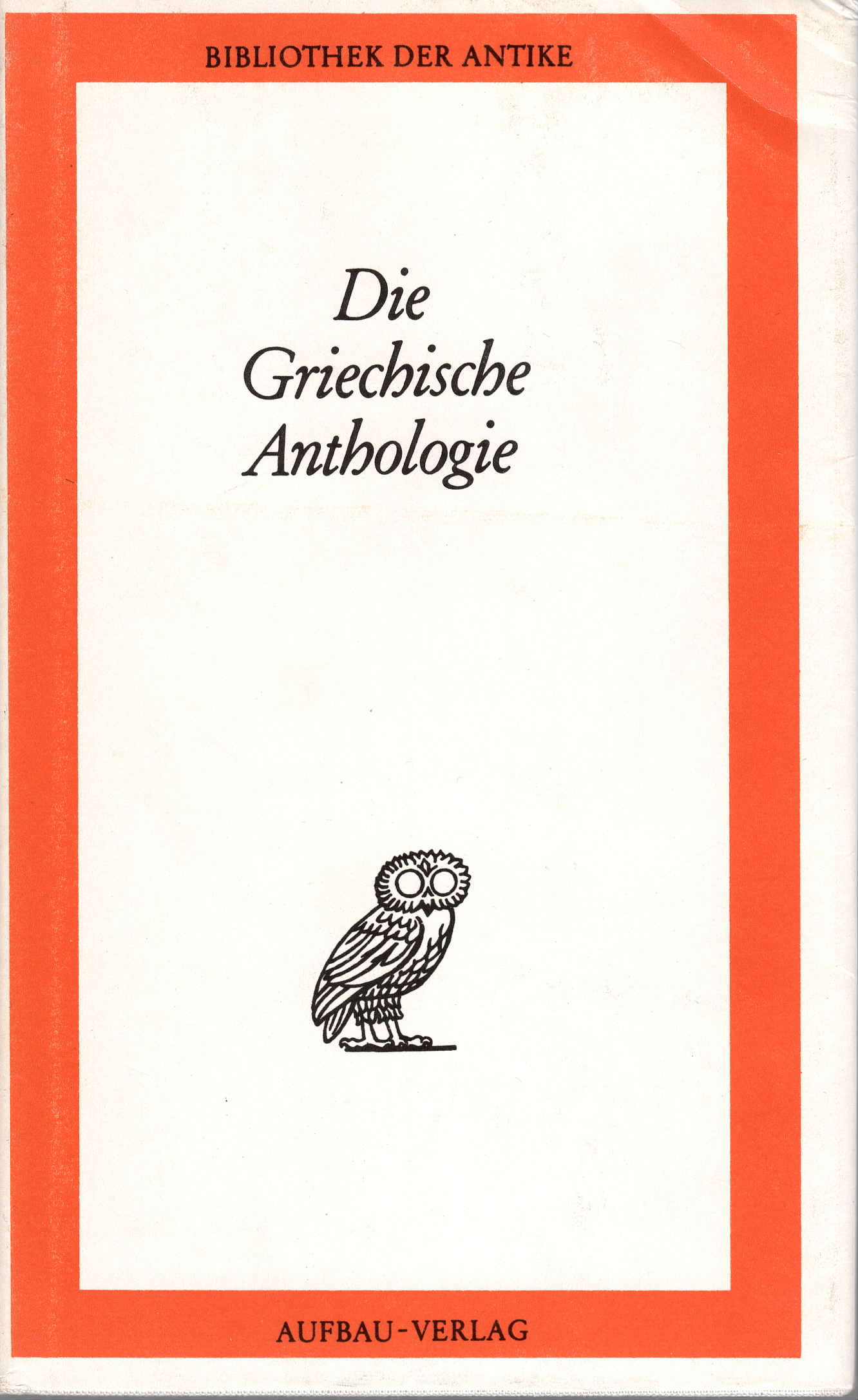
Bibliothek der Antike – Die Griechische Anthologie. Aufbau-Verlag Berlin/Weimar 1981

  - Die Perser. Die Sieben gegen Theben. Die Schutzflehenden. Der gefesselte Prometheus, Orestie. XLVIII + 307 Seiten. Übersetzt von Johann Gustav Droysen und Wiktor Steffen. 1968.
  - Die Perser. Die Sieben gegen Theben. Die Schutzflehenden. Prometheus in Fesseln. Orestie: Agamemnon - Die Spenderinnen am Grabe - Die Wohlwollenden. XXXVII + 417 Seiten. Herausgegeben und aus dem Griechischen übertragen von Dietrich Ebener. 1976; 2. Auflage 1987 [nach dieser die 'Angaben' zur Ausgabe]
- Aristophanes: Komödien in zwei Bänden. Band 1: Die Acharner – Die Ritter – Die Wolken – Die Wespen – Der Frieden. 319 Seiten. Band 2: Die Vögel – Lysistrate – Die Weiber am Thesmophorenfest – Die Frösche – Die Weibervollversammlung – Plutos. 402 Seiten. Übersetzt von Ludwig Seeger, bearbeitet von Jürgen Werner. 1963, unter der Verlagsbezeichnung Volksverlag Weimar (!).
- Euripides: Werke in drei Bänden. Band 1: Alkestis. Medeia, Hippolytos, Hekabe, Andromache. Die Kinder des Herakles. Die Hilfeflehende. XXXVII + 419 Seiten. Band 2: Herakles. Die Troerinnen. Elektra. Helena. Iphigenie im Lande der Trauer. Ion. 472 Seiten. Band 3: Die Phoinikerinnen. Orestes. Iphigenie in Aulis. Die Bakchen. Der Kyklop. 380 Seiten. Übertragen von Dietrich Ebener. 1966; 2. Auflage 1979
- Herodot: Das Geschichtswerk in zwei Bänden. XLII + 392 bzw. 412 Seiten. Übersetzt von Theodor Braun (bearbeitet von Hannelore Barth). Einleitung von Hans-Joachim Diesner. 1967; 2. Auflage 1985
- Hesiod: Werke in einem Band: Theogonie. Werke und Tage. Ehoien. Der Schild des Herakles. Fragmente. Texte zum Nachleben. LI + 298 Seiten. Herausgegeben und aus dem Griechischen von Luise und Klaus Hallof. 1994
- Homer: Werke in zwei Bänden. Band 1: Ilias. 540 Seiten Band 2: Odyssee. 436 Seiten. Übertragen von Dietrich Ebener. 1971; 2. Auflage 1976; 3. Auflage 1983; 4. Auflage 1992.
- Lukian: Werke in drei Bänden. XL + 547 bzw. 529 [530] bzw. 636 Seiten. Herausgegeben von Jürgen Werner und Herbert Greiner-Mai. Aus dem Griechischen übersetzt von Christoph Martin Wieland. 1974; 2. Auflage 1981
- Menander – Herondas: Werke in einem Band. XXXIX + 377 Seiten. Übersetzt von Ursula und Kurt Treu. 1980.
- Nonnos: Werke in zwei Bänden. Band 1: Leben und Taten des Dionysos I–XXXII. XXXV + 472 Seiten. Band 2: Leben und Taten des Dionysos XXXIII-XLVIII. Nachdichtung des Johannesevangeliums. 502 Seiten. Übertragen von Dietrich Ebener 1985
- Plutarch: [Angekündigt, aber offenkundig nie erschienen.]
- Sophokles:
  - Werke in einem Band: Aias. Philoktet. König Ödipus. Ödipus auf Kolonos. Antigone. Elektra. Die Trachinierinnen. Fragmente. 399 Seiten. Übertragen von Rudolf Schottlaender. 1966.
  - Werke in zwei Bänden. Band 1: Aias; Die Trachinierinnen; Antigone; König Oidipus; Elektra. 406 Seiten. Band 2: Philoktetes; Oidipus in Kolonos; Fragmente. 331 Seiten. Übertragen von Dietrich Ebener. 1995
- Thukydides [Angekündigt, aber offenkundig nie erschienen.]
- Antike Fabeln in einem Band: Griechische Anfänge, Äsop, Fabeln in römischer Literatur, Phaedrus, Babrios, Romulus, Avian, Ignatios Diakonos. XXI + 497 Seiten. Übertragen von Johannes Irmscher. 1978; 2. Auflage 1987
- Die Griechische Anthologie in drei Bänden. Band 1: Buch I–VI, LXXVIII + 282 Seiten. Band 2: Buch VII–X, 548 Seiten. Band 3: Buch XI–XVI, 580 Seiten. Übertragen von Dietrich Ebener. 1981. Verkaufspreis: 31 DDR-Mark.
- Griechische Lyrik in einem Band. XXXVII + 660 Seiten. Übertragen von Dietrich Ebener. 1976. Verkaufspreis 11,50 DDR-Mark.

### Römische Reihe

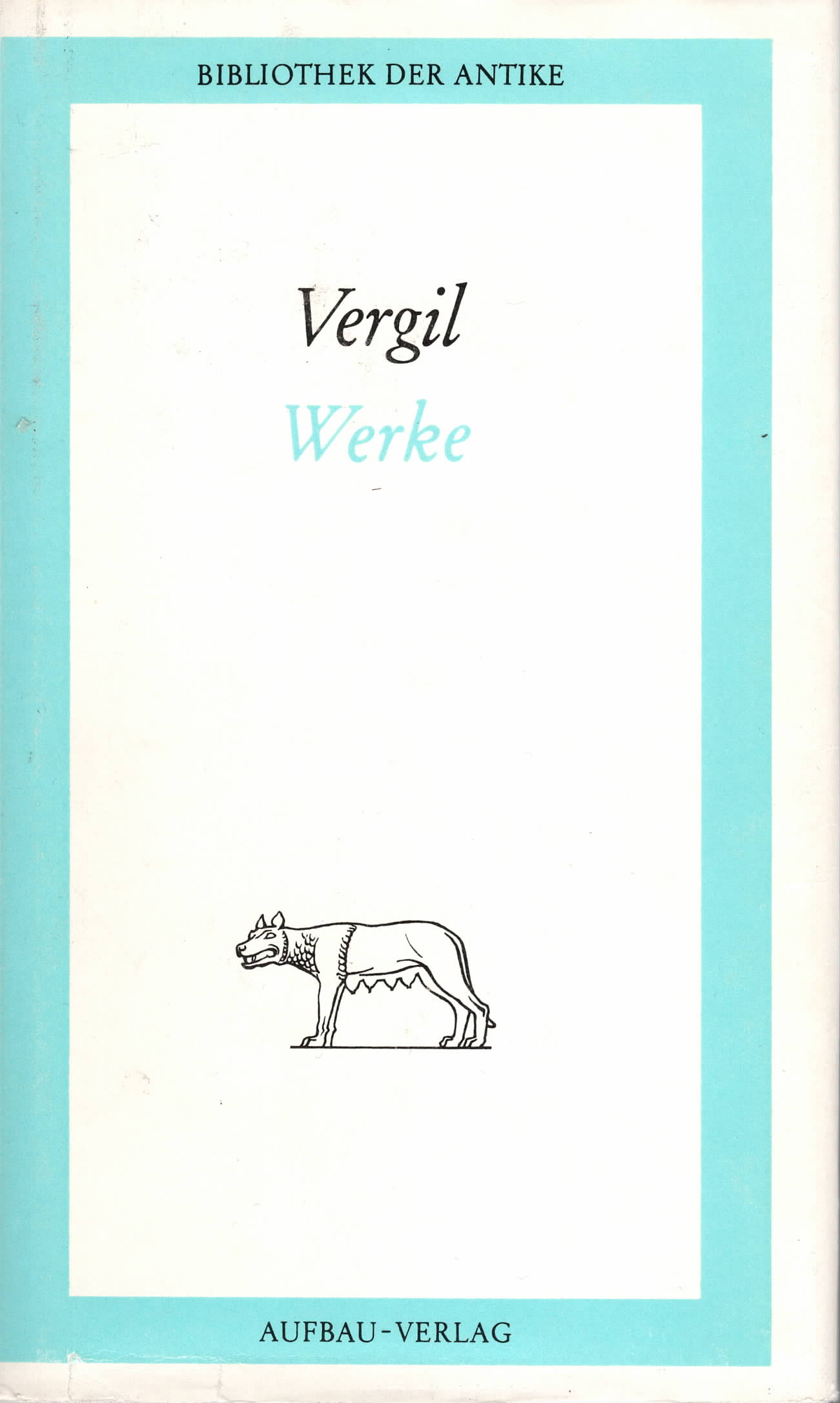
Bibliothek der Antike – Vergil – Werke. Aufbau-Verlag Berlin/Weimar 1987

- Caesar: [Angekündigt, aber offenkundig nie erschienen.]
- Cicero: Werke in drei Bänden. Aus dem Inhalt: Laelius über die Freundschaft – Pflichtenlehre – Über die Weissagekunst – Vom Redner – Vom Staat – Gespräche in Tusculum – Vier Reden gegen Catilina – Rede für Marcus Caelius – Philippische Reden – Zweite Rede über das Ackergesetz – Rede über den Oberbefehl des Gnaeus Pompeius – Erste Verhandlung gegen Verres – Auswahl aus den Briefen. 629 bzw. 520 bzw. 533 Seiten. Übertragen von Horst Dieter und Liselot Huchthausen. 1989
- Catull – Tibull – Properz: [Angekündigt, aber nie erschienen.]
- Horaz: Werke in einem Band: Oden, Säkulargesang, Epoden, Satiren, Briefe, Buch über die Dichtkunst. XXX + 387 Seiten. übersetzt von Manfred Simon und Wolfgang Ritschel. 1972; 2. Auflage 1983; 3. Auflage 1990.
- Titus Livius: Römische Geschichte seit Gründung der Stadt. in zwei Bänden. XL + 522 bzw. 550 Seiten. Übertragen von Heinrich Dittrich. 1978.
- Lucan: Der Bürgerkrieg oder die Schlacht bei Pharsalus. XL + 308 Seiten. Übertragen von Dietrich Ebener. 1978.
- Lukrez: Vom Wesen des Weltalls [De rerum natura (dt.)]. XXXV + 428 Seiten. Übertragen von Dietrich Ebener. 1994
- Martial: [Angekündigt, aber offenkundig nie erschienen.]
- Ovid: Werke in zwei Bänden. Band 1: Verwandlungen. XL + 542 Seiten. Band 2: Liebeselegien. Briefe berühmter Frauen. Die Liebeskunst. Heilmittel gegen die Liebe. Gedichte der Trauer. 607 Seiten. Übertragen von Reinhard Suchier und Liselot Huchthausen. 1968; 2. Auflage 1973; 3. Auflage 1982.
- Plautus: Komödien in zwei Bänden. Band 1: Amphitruo - Das Eselsspiel (Asinaria) - Der Goldtopf (Aulularia) - Die beiden Bacchis (Bacchides) - Die Kriegsgefangenen (Captivi) - Parasit Kornwurm (Curculio) - Epidicus. 'Einleitung' (28), 411 [412] Seiten. Band 2: Die Zwillinge (Menaechmi) - Der Bramarbas (Miles Gloriosus) - Das Hausgespenst (Mostellaria) - Der Punier (Poenulus) - Stichus - Das Dreigroschenstück (Trinummus) - Der Grobian (Truculentus). 506 [507] Seiten. Übersetzung von Wilhelm Binder, bearbeitet von Walter Hofmann. 1963, unter der Verlagsbezeichnung Volksverlag Weimar (!).
- Plinius der Jüngere: Briefe in einem Band. XLVII + 511 Seiten. Übertragen von Werner Krenkel. 1984
- Sallust: [Angekündigt, aber offenkundig nie erschienen.]
- Sueton: Werke in einem Band: Kaiserbiographien. Über berühmte Männer. XXXII + 638 Seiten. Übertragen von Adolf Stahr und Werner Krenkel. 1965; 2. Auflage 1985.
- Tacitus: [Angekündigt, aber offenkundig nie erschienen.]
- Terenz: Werke in einem Band: Das Mädchen von Andros (sc. Andria) - Der Mann, der sich selbst bestraft (sc. Heautontimorumenos) - Der Eunuch (sc. Eunuchus) - Phormio - Die Schwiegermutter (sc. Hecyra) - Die Brüder (sc. Adelphoe). L + 380 Seiten. Herausgegeben und aus dem Lateinischen übertragen von Dietrich Ebener. 1988.
- Vergil: Werke in einem Band: Kleine Gedichte – Hirtengedichte – Lied vom Landbau – Lied vom Helden Aeneas.
  - XXVIII + 416 Seiten. Übertragen von Richard Seelisch und Wilhelm Hertzberg. 1965; 2. Auflage 1966
  - L + 642 Seiten. Übertragen von Dietrich Ebener. 1983; 2. Auflage 1987; ISBN 3-351-00464-8.
- Römisches Recht in einem Band: Zwölftafelgesetz – Gaius, Institutionen + aus den Digesten – Cicero / Rede für Sextus Roscius aus Ameria + Cicero / Aus den zwei Büchern Rhetorik [landläufig De inventione]. XLVI + 524 Seiten. Übertragen von Liselot Huchhausen und Gottfried Härtel. 1975; 2. Auflage 1983; 3. Auflage 1989.
- Römische Satiren: Ennius – Lucilius – Varro – Horaz – Persius – Seneca – Petron – Juvenal – Sulpicia. XXX + 608 Seiten. Übertragen von W. Binder, H. Düntzer, W. Krenkel, J. v. Siebold und Ch. M. Wieland. ("Due Übersetzungen von Binder, Düntzer, Siebold und Wieland wurden von W. Krenkel bearbeitet") 1970; 2. Auflage 1977; 3. Auflage 1984 XXVIII + 563 [564] Seiten; 4. Auflage 1990
- Germanenkunde: [Angekündigt, aber offenkundig nie erschienen.]